# ساندرا تالمان
ساندرا تالمان (انگلیسی: Sandra Thalmann؛ زادهٔ ۱۸ دسامبر ۱۹۹۲) بازیکن هاکی روی یخ اهل سوئیس است.